# 34-й саміт G8

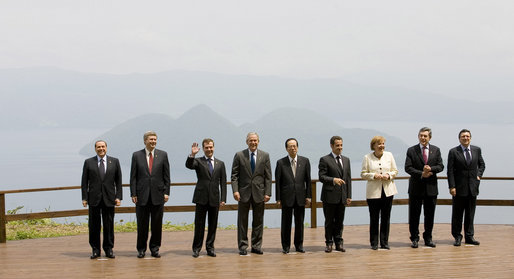

34-й саміт Великої вісімки — зустріч на вищому рівні керівників держав Великої вісімки, проходив 7—9 липня 2008 року в Тояко (Хоккайдо, Японія). На саміті розглядались питання стратегії розвитку глобальної економіки з акцентом на ціни на енергоносії та світові фінанси, продовольча криза і глобального потепління клімату на планеті.

## Учасники
| Core G7 members   |                   |                           |                 |
| Учасник           | Учасник           | Представляє               | Посада          |
| Канада            | Канада            | Стівен Гарпер             | Прем'єр-міністр |
| Франція           | Франція           | Ніколя Саркозі            | Президент       |
| Німеччина         | Німеччина         | Ангела Меркель            | Канцлер         |
| Італія            | Італія            | Романо Проді              | Прем'єр-міністр |
| Японія            | Японія            | Фукуда Ясуо               | Прем'єр-міністр |
| Велика Британія   | Велика Британія   | Ґордон Браун              | Прем'єр-міністр |
| США               | США               | Джордж Вокер Буш          | Президент       |
| Європейський Союз | Європейський Союз | Жозе Мануел Баррозу       | Президент ЄС    |
| Росія             | Росія             | Дмитро Медведєв           | Прем'єр-міністр |
| Гості             |                   |                           |                 |
| Гість             | Гість             | Представляє               | Посада          |
| Індія             | Індія             | Манмоган Сінґх            | Прем'єр-міністр |
| Бразилія          | Бразилія          | Луїз Інасіу Лула да Сілва | Президент       |
| КНР               | Китай             | Ху Цзіньтао               | Президент       |
| Мексика           | Мексика           | Феліпе Кальдерон          | Президент       |
| ПАР               | ПАР               | Кгалема Мотланте          | Президент       |

## Рішення саміту
Лідери «вісімки» домовились про необхідність стабілізації цін на нафту і продовольство і про довгострокові цілі скорочення концентрації парникових газів до 2050 року від 50% до 90%.